# Ladislav Tikal
Ladislav Tikal (25. května 1905 Soběslav – 30. června 1980 Praha) byl český a československý gymnasta, olympionik, který získal stříbrnou medaili z Olympijských her. V Amsterdamu 1928 získal stříbro v soutěži družstev.

## Kariéra
V roce 1928 se zúčastnil olympijských her, kde získal stříbro v soutěži družstev. Švýcarsko tuto soutěž vyhrálo. Individuálně nezískal žádnou medaili, ale jeho nejlepším výsledkem bylo 24. místo v běhu přes překážky.
V kontextu mistrovství světa má také medaili pouze v soutěži družstev. Československo získalo zlato na mistrovství světa v gymnastice v roce 1930 a stříbro v roce 1934.